# 歐洲撲克巡迴賽
歐洲撲克巡迴賽（英語：European Poker Tour），是由撲克之星主辦一項撲克的大型賽事，與世界撲克巡迴賽性質相似，由John Duthie創立，冠軍獎金數以百萬計，2004年承德州撲克風潮席捲全球之勢開始舉辦，由撲克之星主贊助及在Sunset + Vine播放。